# まだいけます
『まだいけます』は、阿部真央の9枚目のオリジナル・アルバム。2020年1月22日にポニーキャニオンから発売された。

## 概要
オリジナル・アルバムとしては『YOU』以来約2年ぶり。発売された1月22日は、デビュー11周年記念日の翌日にあたる。
デビュー10周年記念ベスト・アルバム『阿部真央ベスト』以降に発売されたシングルがいずれも明るい楽曲であったことと、「暗い曲が足りない」と考えたことから、本作では攻撃性の高い楽曲が含まれている。
映画『チア男子!!』の主題歌「君の唄（キミノウタ）」、アニメ『消滅都市』のオープニングテーマ「答」、ドラマ『これは経費で落ちません!』主題歌「どうしますか、あなたなら」のシングル曲を含む全11曲を収録。
初回限定盤と通常盤の2形態で発売され、初回限定盤に付属のDVDには、各シングル曲やアルバム収録曲「今夜は眠るまで」のミュージック・ビデオ及びメイキングなどが収録されている。また、先着予約購入特典として、TSUTAYA O-EASTで行われた「阿部真央弾き語りらいぶ2019」でのライブ音源を2曲（収録曲は各法人によって異なる）と、「あべまおらじお ～超超超超超番外編～」を収録したCDが付属。

## 収録曲
| 全作詞・作曲: 阿部真央。 |                                                      |           |            |            |      |
| #                        | タイトル                                             | 作詞      | 作曲・編曲 | 編曲       | 時間 |
| 1.                       | 「dark side」                                        | 阿部真央  | 阿部真央   | 阿部真央   | 2:49 |
| 2.                       | 「お前が求める私なんか全部壊してやる」               | 阿部真央  | 阿部真央   | 堀江晶太   | 2:42 |
| 3.                       | 「まだいけます」                                     | 阿部真央  | 阿部真央   | akkin      | 3:32 |
| 4.                       | 「どうしますか、あなたなら」                         | 阿部真央  | 阿部真央   | akkin      | 4:20 |
| 5.                       | 「pharmacy」                                         | 阿部真央  | 阿部真央   | 和田健一郎 | 4:04 |
| 6.                       | 「どうにもなっちゃいけない貴方とどうにかなりたい夜」 | 阿部真央  | 阿部真央   | 和田健一郎 | 3:19 |
| 7.                       | 「今夜は眠るまで」                                   | 阿部真央  | 阿部真央   | 笹路正徳   | 6:09 |
| 8.                       | 「テンション」                                       | 阿部真央  | 阿部真央   | akkin      | 2:53 |
| 9.                       | 「答」                                               | 阿部真央  | 阿部真央   | akkin      | 3:37 |
| 10.                      | 「君の唄(キミノウタ)」                               | 阿部真央  | 阿部真央   | akkin      | 4:12 |
| 11.                      | 「おもしろい彼氏」                                   | 阿部真央  | 阿部真央   | 阿部真央   | 2:12 |
| 合計時間:                | 合計時間:                                            | 合計時間: | 39:49      |            |      |

| #   | タイトル                                                               | 作詞 | 作曲・編曲 |
| --- | ---------------------------------------------------------------------- | ---- | ---------- |
| 1.  | 「君の唄(キミノウタ)」(Music Video)                                    |      |            |
| 2.  | 「答」(Music Video)                                                    |      |            |
| 3.  | 「どうしますか、あなたなら」(Music Video)                              |      |            |
| 4.  | 「今夜は眠るまで」(Music Video)                                        |      |            |
| 5.  | 「君の唄(キミノウタ)」(Music Video メイキング)                         |      |            |
| 6.  | 「答」(Music Video メイキング)                                         |      |            |
| 7.  | 「今夜は眠るまで」(Music Video メイキング)                             |      |            |
| 8.  | 「ジャケットメイキング」                                               |      |            |
| 9.  | 「あべまおらじお 〜超超超超超番外編〜」(メイキング)                    |      |            |
| 10. | 「阿部真央の未知なるチャレンジ企画 第4段 〜私の夢叶えてもらいます!〜」 |      |            |

## 曲の概説
シングル曲の詳細については、各項目を参照。
1. dark side
ギター弾き語りの曲。阿部はアルバム製作にあたり、この曲をどの位置にするかで迷い、当初はアルバムのタイトルになる予定だった[6]。
2. お前が求める私なんか全部壊してやる
発売に先駆け、2019年12月21日に放送されたFM802『Saturday Amusic Islands -morning edition-』で初オンエアされ[5]、12月27日に音楽配信サイトにて先行配信が開始された[7]。また、2020年1月には初となるリリックビデオがYouTubeで公開された。
3. まだいけます
本作の表題曲。
発売の前日にはミュージック・ビデオが公開されたが、本作の初回限定盤付属DVDにはメイキング含め未収録である。ビデオ内では、阿部が蛇と絡むシーンが含まれている[2][8]。
マンガアプリ「ピッコマ」CMソング。
4. どうしますか、あなたなら
18thシングル。NHK総合ドラマ『これは経費で落ちません!』主題歌。
5. pharmacy
上記ドラマの為に書き下ろしたもう一方の曲[9]。
6. どうにもなっちゃいけない貴方とどうにかなりたい夜
7. 今夜は眠るまで
本作唯一のバラードナンバー。ミュージック・ビデオが制作されており、監督は須永秀明が務めた[10]。
アルバム発売に先駆け、2019年12月9日に放送されたFM802『THE NAKAJIMA HIROTO SHOW 802 RADIO MASTERS』で初オンエアされ[11]、12月13日に音楽配信サイトにて先行配信が開始された[10]。
8. テンション
冒頭に「この愛は救われない」（どうしますか、あなたならのカップリング曲）の一部が使用されている。
9. 答
17thシングルの2曲目。テレビアニメ『消滅都市』オープニングテーマ。
10. 君の唄(キミノウタ)
17thシングルの1曲目。映画『チア男子!!』主題歌
11. おもしろい彼氏
ギター弾き語りの曲。曲のモチーフは楽曲制作当時の阿部の彼氏で、阿部は「初めて元彼をディスらずに歌った曲」とコメントしている[12]。